# Gmina Słońsk
Die Gmina Słońsk ist eine Landgemeinde im Powiat Sulęciński der Woiwodschaft Lebus in Polen. Ihr Sitz ist die ehemalige Stadt (deutsch Sonnenburg) mit etwa 3000 Einwohnern.

## Geographie
Die Gemeinde grenzt im Westen an die Stadt Kostrzyn nad Odrą (Küstrin), ihre Nordgrenze bildet die Warthe. Etwa ein Drittel ihres Gebiets gehört zum Nationalpark Warthemündung, einem der größten Vogelschutzgebiete Europas.

## Gliederung
Die Landgemeinde Słońsk umfasst 11 Dörfer (deutsche Namen bis 1945) mit Schulzenämtern:
| - Budzigniew (Hampshire) - Chartów (Gartow) - Głuchowo (Woxfelde) - Grodzisk (Freiberg) - Jamno (Jamaika) - Lemierzyce (Alt Limmritz) - Lemierzycko (Neu Limmritz) | - Ownice (Ögnitz) - Polne (Pensylvanien) - Przyborów (Priebrow) - Słońsk (Sonnenburg) |

## Persönlichkeiten
- Carl Friedrich von Müller (1768–1824), Offizier und Gutsbesitzer; geboren in Gartow.